# جيروم نوفيل
جيروم نوفيل (بالفرنسية: Jérôme Neuville)‏ مواليد 15 أغسطس 1975 في سان مارتان ديريس، فرنسا، هو دراج فرنسي. شارك في دورة الألعاب الأولمبية الصيفية.

## الميداليات
| الميدالية | المسابقة                               |
| --------- | -------------------------------------- |
| ذهبية     | بطولة العالم للدراجات على المضمار 2001 |
| ذهبية     | بطولة العالم للدراجات على المضمار 2006 |

## روابط خارجية
- جيروم نوفيل على موقع أرشيف الدراجات (الإنجليزية)
- جيروم نوفيل على موقع إحصائيات الدراجات الإحترافية (الإنجليزية)
- جيروم نوفيل على موقع اللجنة الأولمبية الدولية (الإنجليزية)
- جيروم نوفيل على موقع أوليمبيديا (الإنجليزية)
- جيروم نوفيل على موقع اللجنة الأولمبية الفرنسية (مؤرشف) (الفرنسية)